# Faisà d'esperons de Hainan
El faisà d'esperons de Hainan (Polyplectron katsumatae) és una espècie d'ocell de la família dels fasiànids (Phasianidae) que habita boscos espessos de l'illa Hainan, de la que és endèmic.